# 宮下正彦
宮下 正彦（みやした ただひこ、1962年5月19日 - 2008年夏頃）は、東京都江戸川区出身のプロ野球選手（外野手）。1990年から1991年までの登録名は「宮下 嗣朗」（みやした しろう）。

## 来歴・人物
東海大相模高では中堅手、リードオフマンとして活躍、2年夏の県大会では投手として登板もしている。1979年秋季関東大会に進むが1回戦で君津商に惜敗。翌1980年春季関東大会は決勝に進出するが愛甲猛のいた横浜高に敗退。同年夏の神奈川大会でも有力視されたが、3回戦の三浦高との試合中に不祥事があり、以後の出場を辞退。高校同期に右翼手・4番打者の長谷川国利がいる。
長谷川とともに東海大に進学するも中退。その後、社会人野球のいすゞ自動車を経て、1986年オフにドラフト外で横浜大洋ホエールズに入団。新人であった1987年3月28日夜、同僚3人（竹田光訓・武田康・長谷川国利）とともに、神奈川県横須賀市内で飲酒してタクシーで球団合宿所（横須賀市長浦）へ帰る途中、竹田・武田の両名とともに一般人への暴行事件を起こしたとして、横須賀警察署に傷害容疑で取り調べられ、球団から無期限謹慎処分を受けた。1991年シーズンオフに大洋を退団し、同年のシーズン限りで現役を引退。
2008年夏、肝臓がんのため46歳という若さで逝去。次男は正彦の死後、2010年の第92回全国高等学校野球選手権大会（夏の甲子園）に関東第一高校の選手（3年生）として出場。

## 詳細情報

### 年度別打撃成績
| 年 度     | 球 団     | 試 合 | 打 席 | 打 数 | 得 点 | 安 打 | 二 塁 打 | 三 塁 打 | 本 塁 打 | 塁 打 | 打 点 | 盗 塁 | 盗 塁 死 | 犠 打 | 犠 飛 | 四 球 | 敬 遠 | 死 球 | 三 振 | 併 殺 打 | 打 率 | 出 塁 率 | 長 打 率 | O P S |
| --------- | --------- | ----- | ----- | ----- | ----- | ----- | -------- | -------- | -------- | ----- | ----- | ----- | -------- | ----- | ----- | ----- | ----- | ----- | ----- | -------- | ----- | -------- | -------- | ----- |
| 1987      | 大洋      | 1     | 1     | 1     | 0     | 1     | 0        | 1        | 0        | 3     | 0     | 0     | 0        | 0     | 0     | 0     | 0     | 0     | 0     | 0        | 1.000 | 1.000    | 3.000    | 4.000 |
| 1988      | 大洋      | 10    | 5     | 4     | 0     | 0     | 0        | 0        | 0        | 0     | 0     | 0     | 0        | 0     | 0     | 1     | 0     | 0     | 2     | 0        | .000  | .250     | .000     | .250  |
| 1989      | 大洋      | 1     | 0     | 0     | 0     | 0     | 0        | 0        | 0        | 0     | 0     | 0     | 0        | 0     | 0     | 0     | 0     | 0     | 0     | 0        | ----  | ----     | ----     | ----  |
| 1990      | 大洋      | 5     | 7     | 7     | 1     | 1     | 0        | 0        | 0        | 1     | 0     | 0     | 0        | 0     | 0     | 0     | 0     | 0     | 4     | 0        | .143  | .143     | .143     | .286  |
| 1991      | 大洋      | 6     | 4     | 3     | 0     | 1     | 0        | 0        | 0        | 1     | 0     | 0     | 1        | 0     | 0     | 1     | 0     | 0     | 0     | 0        | .333  | .500     | .333     | .833  |
| 通算：5年 | 通算：5年 | 23    | 17    | 15    | 1     | 3     | 0        | 1        | 0        | 5     | 0     | 0     | 1        | 0     | 0     | 2     | 0     | 0     | 6     | 0        | .200  | .294     | .333     | .627  |

### 記録
- 初出場：1987年10月22日、対広島東洋カープ26回戦（横浜スタジアム）、8回裏に村岡耕一の代打として出場
- 初打席・初安打：同上、8回裏に白武佳久から右中間三塁打

### 背番号
- 46 （1987年 - 1991年）

### 登録名
- 宮下 正彦 （みやした ただひこ、1987年 - 1989年）
- 宮下 嗣朗 （みやした しろう、1990年 - 1991年）